# Magwengiella major
Magwengiella major là một loài tò vò trong họ Ichneumonidae.